# Церковь Святого Антония Падуанского (Люблин)
Церковь Святого Антония Падуанского (пол. Kościół św. Antoniego Padewskiego) — приходская церковь католической архиепархии Люблина в Польше. Строительство храма велось с 1986 по 2000 год. Храм расположен в Люблине на улице Каштанова, 1.

## История
20 января 1986 года ксёндзу Станиславу Рогу городские власти выдали разрешение на строительство церкви. Проект будущего храма и пастырского корпуса был разработан группой местных архитекторов и инженеров, во главе с архитектором Антонием Германом и инженером Тадеушем Липским. Сначала на месте будущего храма возвели часовню, которая 29 ноября того же года была посвящена Святому Антонию Падуанскому. Тогда же в часовне было совершено первое богослужение. 4 декабря 1986 года ординарный люблинский епископ Болеслав Пилак во время богослужения на месте будущего храма освятил строительную площадку, крест и часовню.
Строительные работы на участке начались с возведения центра катехизации и плебании в июле 1987 года. В декабре 1988 года вспомогательный любленский епископ Ришард Карпиньский освятил центр катехизации. 10 июня 1990 года епископ Болеслав Пилак заложил камень в основание будущего храма. Спустя два года было проведено первое богослужение в стенах ещё строившейся церкви. 27 ноября 1993 года состоялась церемония интронизации креста. В 1995 году в храме был установлен орган, а перед самим храмом была поставлена статуя Фатимской Богоматери. Все работы по возведению церкви были завершены к 2000 году, и 29 октября 2000 года любленский архиепископ Юзеф Жициньский торжественно освятил церковь. Современный храмово-приходской комплекс состоит из нефа, колокольни, часовни Божией Матери и Польских Святых и Блаженных, центра катехизации с плебанией и площади.